# 스페인 와인

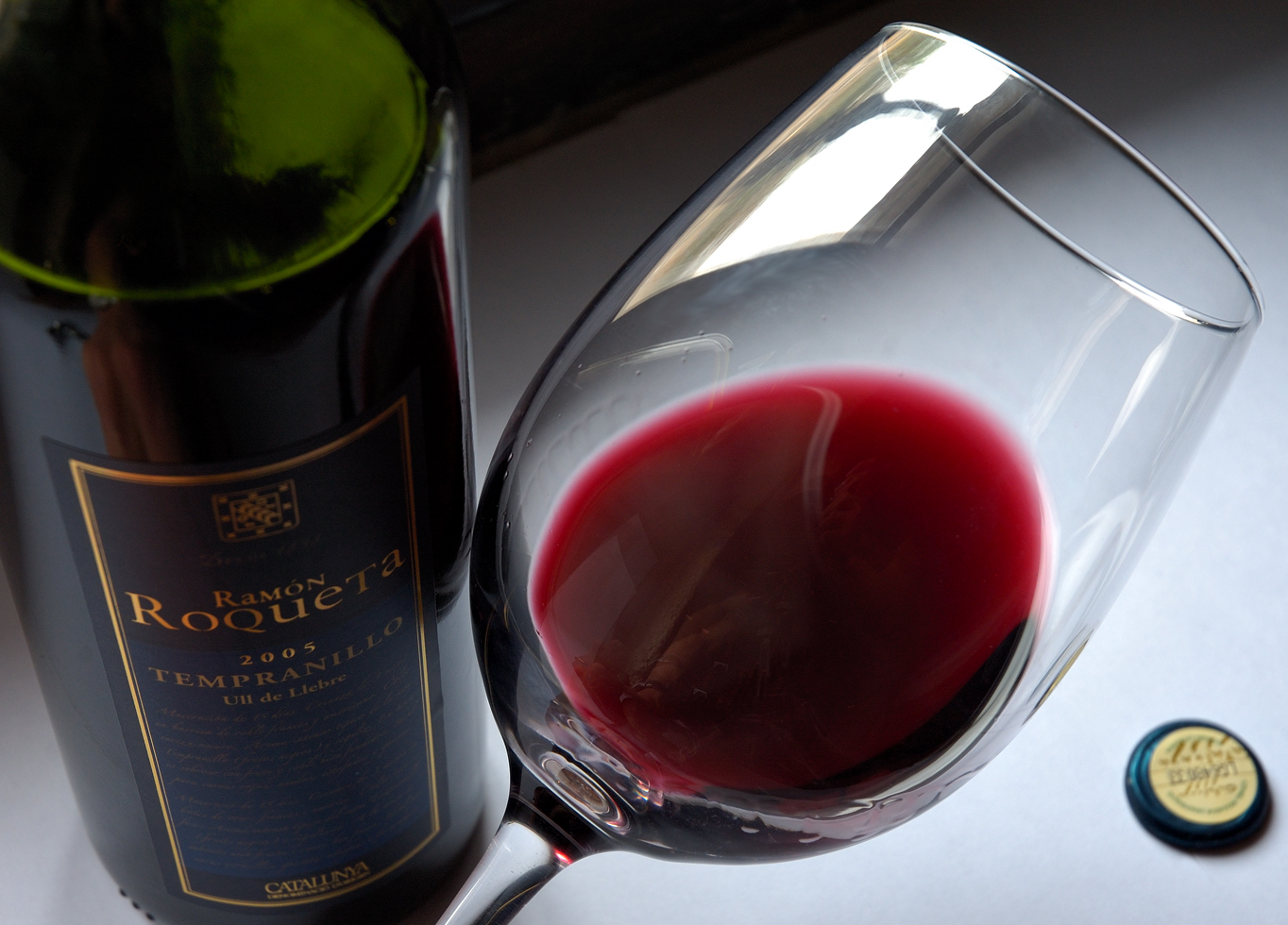
스페인 와인은 포도주 테이스팅으로 말미암아 저만의 풍미를 강조한다.

스페인 와인(스페인어: vinos españoles) 또는 스페인의 포도주는 스페인에서 생상된 포도주를 말한다. 이베리아반도에 위치한 스페인은 2,900,000 에이커(1,170,000 헥타르) 면적의 포도주 생산국이며 면적 면에서는 세계 최고이지만 전 세계에서는 이탈리아, 프랑스에 이어 3번째로 포도주 생산량이 많은 국가이다. 이러한 이유는 생산량이 매우 낮고 수많은 스페인 와인 지대에서 볼 수 있는 건조하고 비옥치 않은 토양 때문이다.

## 분류
- Vino de Mesa (VdM)
- Vino de la Tierra (VdlT)
- Vinos de Calidad con Indicación Geográfica (VCIG)
- Denominación de Origen (Denominació d'Origen in Catalan - DO
- Denominación de Origen Calificada (DOCa/DOQ - Denominació d'Origen Qualificada in Catalan)
- Vino de Pago

## 같이 보기
- 포도주 양조